# Boone Carlyle
Boone Carlyle es un personaje ficticio interpretado por Ian Somerhalder en la serie dramática Lost de la cadena de televisión americana  ABC, la cual narra las vidas de los supervivientes de un accidente aéreo en el Pacífico sur.  Boone es introducido en el episodio piloto como el hermanastro de otra superviviente, Shannon Rutherford. Él intenta contribuir en la medida de sus posibilidades a la seguridad de los náufragos y finalmente se convierte en el compañero de exploración de John Locke.
A diferencia de muchos otros personajes de la primera temporada, que fueron reescritos sobre las bases de sus actores, Boone fue en gran medida el mismo durante la producción. Somerhalder no quería grabar un piloto; sin embargo, aprovechó la oportunidad cuando se enteró de que trabajaría con el co-creator y productor ejecutivo J.J. Abrams. El personaje fue en general bien recibido por los críticos y por los fanes; USA Today describió a Boone como «un hombre joven privilegiado e inexperto esforzándose por madurar». Boone muere a causa de las heridas ( síndrome del compartimento) producidas al caer de una avioneta.

## Biografía
Boone nace en octubre de 1981, hijo de la adinerada Sabrina Carlyle, la jefa de una empresa de bodas.  Cuando Boone tiene diez años, Sabrina se casó con Adam Rutherford, quien tenía una hija de ocho años llamada Shannon. Con veinte años se convierte en el jefe de operaciones del negocio de su madre en Nueva York.  Boone alberga un cariño por su hermanastra, que se transforma en una atracción romántica.  Cuando Boone se entera de las dificultades financieras de Shannon después de la muerte de su padre se ofrece a darle dinero, pero ella no acepta.  Boone "rescata" a Shannon varias veces de relaciones amorosas perjudiciales pagando a sus novios para que se fueran. Uno de estos intentos de rescate lleva a Boone hacia Sídney en septiembre de 2004, donde se entera de que las relaciones son en realidad timos inventados por Shannon para conseguir su dinero y atención.  Boone se queda profundamente herido por el engaño.  Boone y Shannon mantienen relaciones sexuales después de que su novio australiano huyera con su dinero. Al día siguiente, tomaron el vuelo 815 de Oceanic Airlines para volver a los Estados Unidos. Inmediatamente después del accidente, Boone intenta sin éxito llevar a cabo una resucitación cardiopulmonar a Rose Henderson, que afirma haber aprendido de cuando era socorrista, pero Jack Shephard lo aparta para que encuentre un bolígrafo, al final innecesario.
Boone mantiene, por lo general, una actitud de ayuda y sigue siendo protector con Shannon (aunque le critica por su afectación).  Su actitud protectora se combina con los celos cuando ella desarrolla sentimientos por Sayid Jarrah, y Boone, sin éxito, intenta desalentar la relación. Las habilidades de caza y supervivencia de otro desaparecido, John Locke, atraen a Boone.  Se convierte en el aprendiz de Locke y empieza a distanciarse de los otros supervivientes.  Boone y Locke encuentran una escotilla de metal mientras siguen el rastro de los secuestrados Claire Littleton y Charlie Pace.  Los dos desentierran la escotilla, manteniendo su existencia en secreto a los otros supervivientes, porque según locke los demás no lo entenderían. Locke somete a Boone a un ejercicio alucinatorio en su vigésimo cuarto día en la isla permitiendo a Boone resolver sus sentimientos por Shannon. En la alucinación, Boone ve a Shannon después de ser asesinada por el monstruo.  Cuarenta y un días después del accidente, Boone y Locke descubren una Beechcraft de unos traficantes de heroína atrapada de alta en las copas de unos árboles.  Boone sube al avión y encuentra una radio de onda corta, que funciona en la cabina, por lo que la utiliza para enviar una señal de socorro que es contestada por Bernard Nadler, un superviviente de la sección de cola.,  pero la avioneta pierde el equilibrio y cae al suelo. Boone sufre lesiones graves y, a pesar de los intentos de Jack por salvarlo, muere el 2 de noviembre de 2004. Boone intenta dar un último mensaje a Shannon a través de Jack, pero muere antes de ser capaz de terminar la frase. Somerhalder dijo que la noticia de la muerte de su personaje fue «muy devastadora», que se caracteriza por ser la primera muerte de un personaje principal en la serie. Boone había sido visto como sacrificio a la isla en un sueño de Locke, a pesar de eso, Locke le conduce a la boca del león, al caer, el cazador le lleva a Jack y le dice que cayó de una altura, lo que hace al médico hacerle una transfusión sanguínea debido a que le ve sangrar mucho y no sabe cuánto tiempo paso para la llegada de Locke, más tarde Jack advierte que la sangre se acumula en la fractura cerrada de su pierna con lo que se preparara para amputarle la pierna.
Casi cuatro semanas más tarde, Locke sufre una alucinación auto inducida, donde un Boone con el pelo largo aparece y lleva a Locke en silla de ruedas por un imaginario Aeropuerto Internacional de Sídney, donde los otros supervivientes están presentes, pero que actúan en distintos roles.  Boone le dice Locke que alguien en el aeropuerto se encontraba en grave peligro. Cerca del final de la alucinación, Locke encuentra el palo de Eko cubierto de sangre y Boone aparece sangriento y herido. Le dice a Locke: «Ellos lo tienen. No tienes mucho tiempo». En la historia que contaron los Seis de Oceanic, Boone fue uno de los que sobrevivieron al accidente inicial, pero murió pronto a causa de lesiones internas.
En la otra vida, Boone vuelve de Sídney solo en el vuelo 815 y se sienta detrás de Locke. Boone le dice a Locke que si el avión se estrellase, estaría con él. Una vez que el avión aterriza, Boone le da la mano a Locke y se despiden. Unos días después, Boone - quien ya ha despertado a la otra realidad - ayuda a Hugo a "despertar"a Shannon y a Sayid. Más tarde, se reúne con sus amigos para «avanzar».

## Características
USA Today describió a Boone como «un hombre joven e inexperto endurecido por los desafíos de la isla». Variety lo llamó «impetuoso», mientras que Entertainment Weekly escribió que era «ecuánime». Las decisiones impulsivas de Boone, aun con buenas intenciones, son a menudo imprudentes.  En su sexto día en la isla, Joanna Miller se ahoga. Trata de salvarla tan pronto como se descubre que se está ahogando, aunque,  no tiene éxito y casi se convierte él en la víctima. Al tratar de asumir un papel de liderazgo, Boone roba el agua del campamento, sin embargo, su plan fracasa y los sobrevivientes se vuelven contra él.  Cuando Boone sospecha que Sawyer tiene la medicina de Shannon se la intenta robar.
Boone se ofrece siempre a ayudar a los demás supervivientes, ya sea uniéndose al grupo que intenta enviar una llamada de socorro por radio el segundo día, ayudando a Sayid a triangular la señal de socorro de Danielle Rousseau, buscando a la secuestrada Claire Littleton o haciendo guardia por el regreso de Ethan Rom. IGN escribió: «parecía ser a la vez integral y contraproducente para su supervivencia» y «Boone parecía ser un hombre puro y honesto que trataba de ayudar a las personas en la isla y de llevar su propio peso entre los aparentemente indemnes supervivientes del vuelo 815 de Oceanic».

## Desarrollo

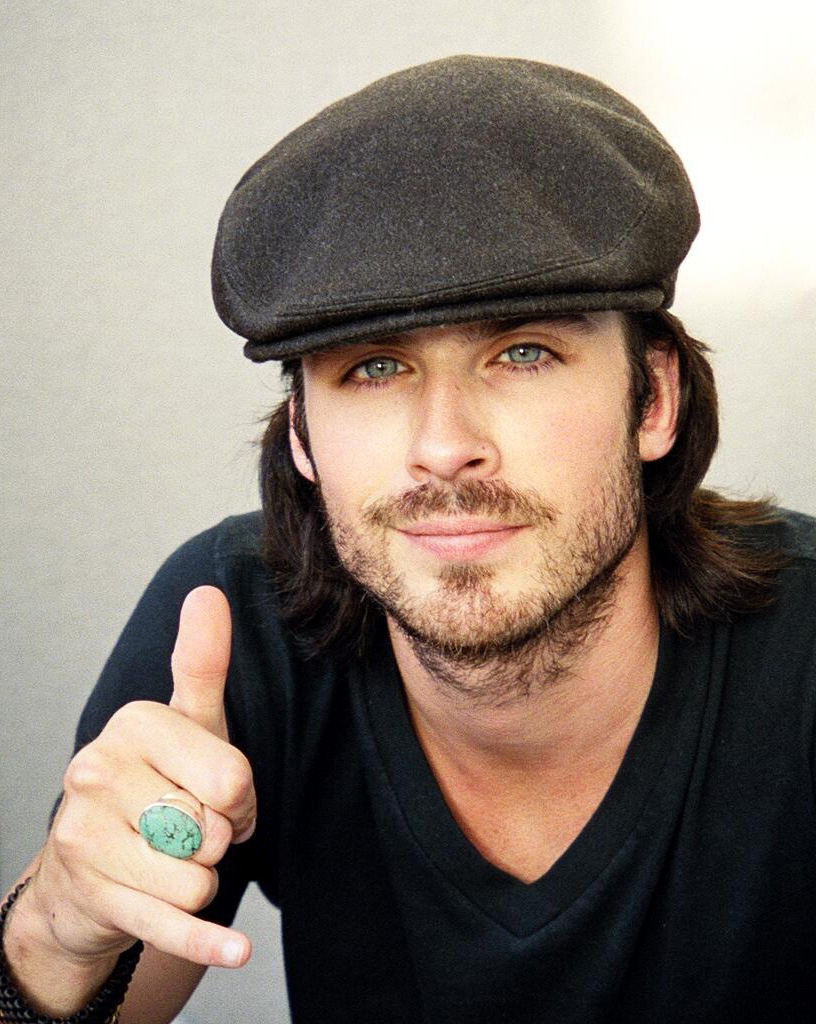
El actor que interpreta a Boone, Ian Somerhalder.

Al contrario que muchos otros personajes de la primera temporada, que fueron reescritos basándose en sus actores, Boone fue prácticamente el mismo durante la producción. Se iba a llamar originariamente Boone Anthony Markham V, conociéndose simplemente por «Cinco».  En el guion del episodio piloto, los guionistas buscaron «Cinco» y lo reemplazaron por Boone, así que cuando Jack contó hasta cinco, el guion leía, «Uno, dos, tres, cuatro, Boone». Somerhalder no quería grabar un piloto; sin embargo, aprovechó la oportunidad cuando se enteró de que trabajaría con el co-creator y productor ejecutivo J.J. Abrams.  Somerhalder cobró entre $20 000 y $40 000 por episodio, Inicialmente su nombre aparecía el tercero en los créditos de apertura, antes de que los productores decidieron lista el reparto por orden alfabético.
Boone apareció en un total de veinticinco episodios -además su voz se escuchó en otro-, diez de los cuales fueron después de morir.  Volvió en los flashback de Shannon, Nikki y Paulo y en la alucinación de Locke.  En el flashback de Nikki (tercera temporada), los productores no pidieron a Somerhalder que se cortara el pelo para dos días de rodaje y le hicieron llevar una peluca, haciendo que su pelo fuese notablemente más largo de lo que debería haber sido. Después del final de la quinta temporada, Ian fue uno de los primeros actores que, después de dejar la serie, confirmaron que volverían para la sexta y última.
Existe cierta confusión sobre la ortografía del apellido de Boone. Mientras que «Carlyle» aparece en talonario de Boone y su tumba, «Carlisle» aparece en los subtítulos para «Hearts and Minds».
En el esquema original del undécimo episodio, Locke debía ir acompañado por dos personajes invitados a la búsqueda de Claire y al descubrir la escotilla.  En el producto final, Boone acompaña a Locke, una elección que conduce a la muerte de Boone. Mientras que los productores ejecutivos declararon que Somerhalder se tomó la noticia de la muerte de su personaje con profesionalidad, Somerhalder manifestó que le parecía «muy devastadora». La muerte de Boone se caracteriza como la primera muerte de un personaje principal en la serie. De acuerdo con los productores ejecutivos Damon Lindelof y Carlton Cuse, la muerte de Boone tenía sentido desde la perspectiva de la historia para alimentar la rivalidad entre Jack y Locke y conducir a los acontecimientos del final de la temporada.  Tras la salida de la serie, Somerhalder firmó con la ABC otro contrato de un año.  Somerhalder afirmó que formar parte de Lost, fue «la mejor experiencia» del «mejor año de su vida».

## Recepción
BuddyTV llamó a Boone un «favorito» para los fanes.  Tras la emisión de tres episodios, un artículo de USA Today llamó a Somerhalder «amigo de la cámara».  En una encuesta, dirigida por ComingSoon.net en la primavera de 2005, sobre el personaje favorito de la primera temporada, Boone alcanzó el séptimo puesto con el 4,3% de más de 2000 votos.  Después de su muerte, un crítico de TV Guide, escribió echaba de menos los «ojos bonitos» de Boone. IGN posicionó a Boone como el décimo mejor personaje de las primeras tres temporadas de Lost.
Somerhalder compartió el premio del Sindicato de Actores al mejor reparto de una serie dramática.  También fue nominado en la categoría de «TV: Choice Breakout Performance – Male» en los Teen Choice Awards de 2005, pero lo perdió ante Jesse Metcalfe de Desperate Housewives. Mientras era protagonista enLost, Somerhalder fue votado como uno de «20 adolescentes que cambiarán el mundo» por Teen People, a pesar de tener 26 años de edad en el ese momento. Teen People, también lo llamó «el siguiente Johnny Depp».  Obtuvo el noveno puesto en la lista de TV Guide «Top Ten Hunks» (Los diez más atractivos).